# Kathedrale zum Göttlichen Erlöser (Ostrava)

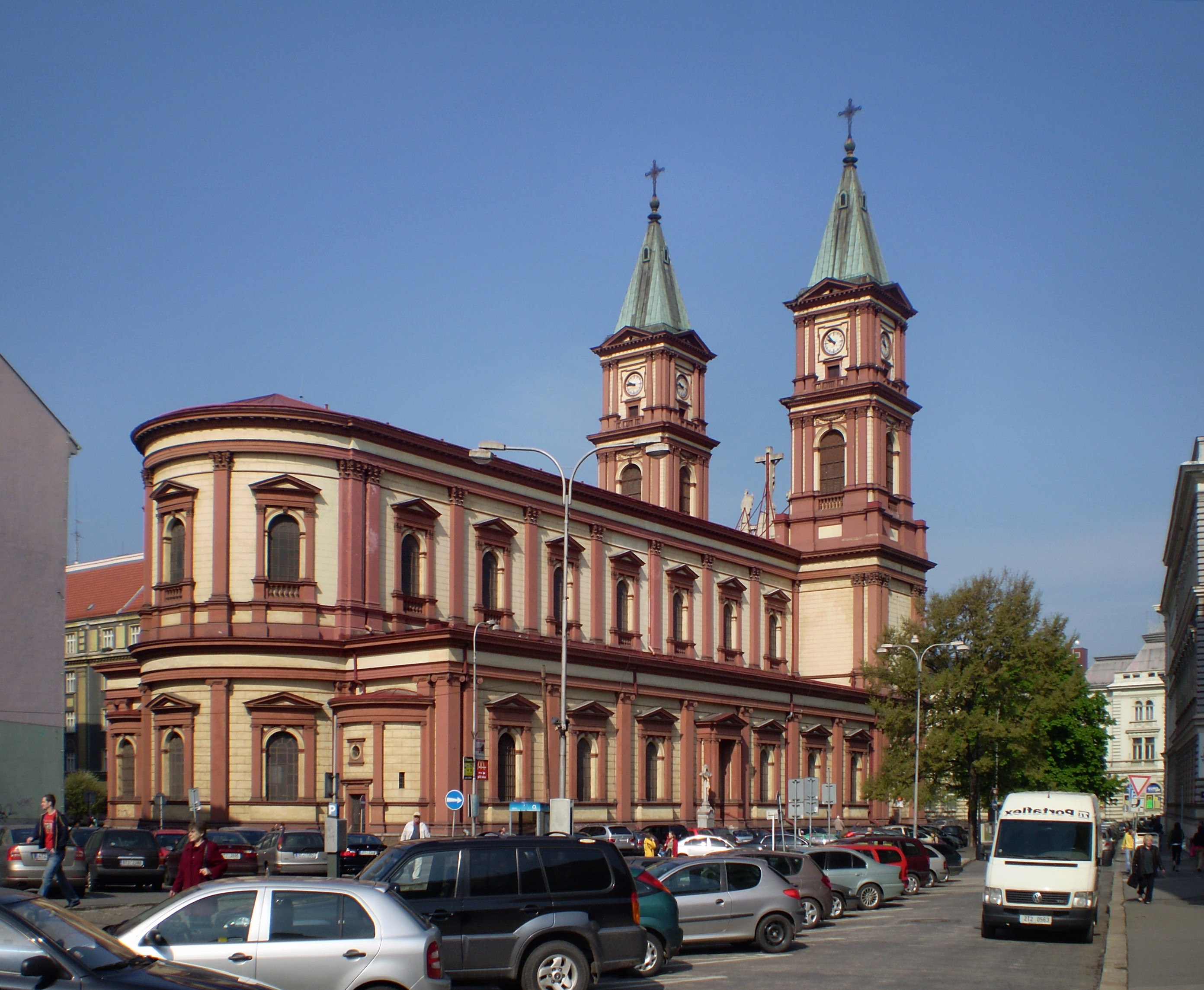
Kathedrale zum Göttlichen Erlöser

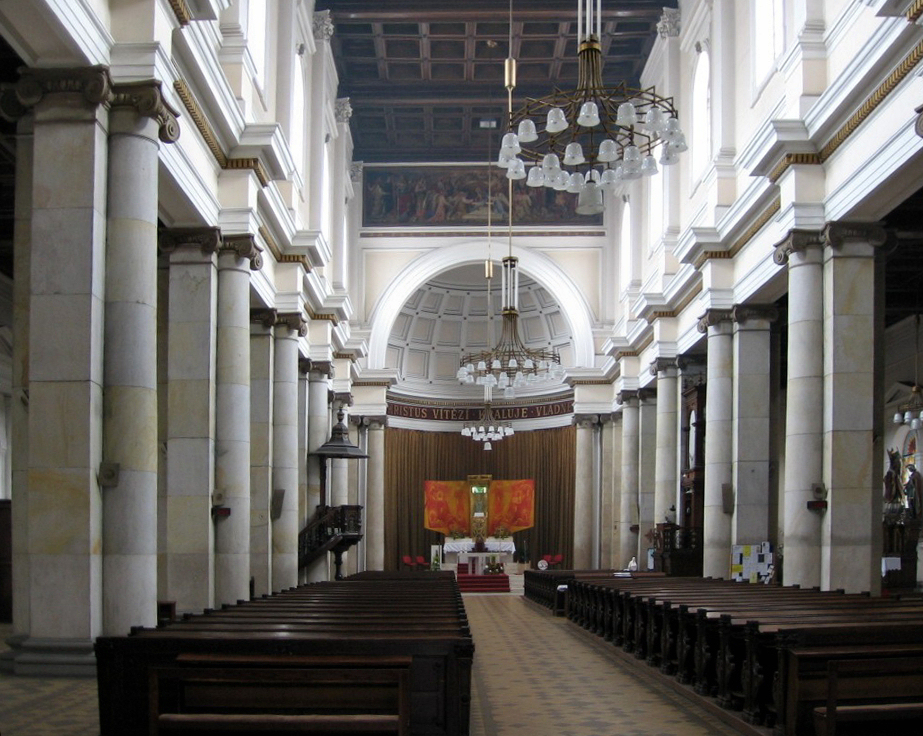
Blick durch das Langhaus zum Altar

Die Kathedrale zum Göttlichen Erlöser (tschechisch Katedrála Božského Spasitele) in der mährischen Stadt Ostrau (Ostrava) ist die Bischofskathedrale des römisch-katholischen Bistums Ostrau-Troppau. Konkathedrale ist die Mariä-Himmelfahrt-Kirche in Opava (Troppau).

## Geschichte und Architektur
Das einstige Dorf Mährisch Ostrau wuchs im letzten Drittel des 19. Jahrhunderts durch den Steinkohlebergbau zu einer Industriegroßstadt. Die bis in die 1870er Jahre einzige Kirche St. Wenzel reichte nicht mehr aus. In den Jahren 1883 bis 1889 wurde die neue Pfarrkirche Zum Göttlichen Erlöser erbaut.
Nach Entwürfen von Gustav Meretta und Max von Ferstel entstand eine repräsentative dreischiffige Basilika im Stil der Neorenaissance. An das siebenjochige Langhaus schließen sich im Südosten die halbrunde Hauptapsis und zwei Nebenapsiden, im Nordwesten die Portalfassade mit den beiden 67 m hohen Türmen an.
Das Innere ist in hellen Farben gefasst, kassettengedeckt und mit Pfeilern mit vorgelagerten Halbsäulen und horizontalen Gebälken gegliedert. Die sparsame Ausstattung tritt hinter der klaren Raumwirkung zurück.
Mit der Gründung des Bistums Ostrau-Troppau durch Papst Johannes Paul II. im Jahr 1996 wurde die Erlöserkirche zur Kathedrale erhoben. 1998 erhielt sie eine neue Orgel.